# Kari Tapio

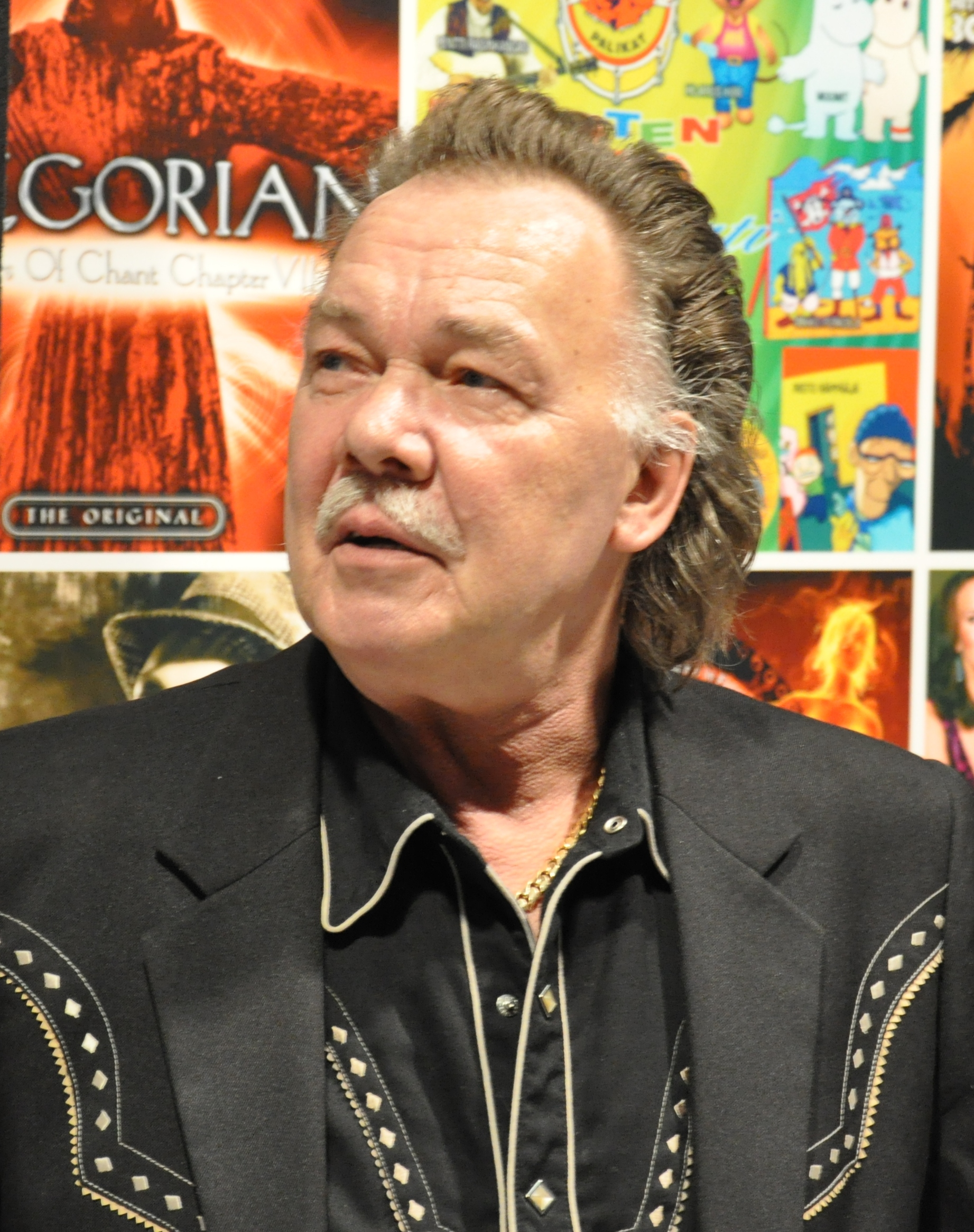
Kari Tapio (2009)

Kari Tapio (* 22. November 1945 in Suonenjoki; † 7. Dezember 2010 in Espoo; bürgerlicher Name Kari Tapani Jalkanen) war ein finnischer Schlagersänger und über mehrere Jahrzehnte einer der bekanntesten Sänger in seinem Heimatland.

## Leben
In den 1960er Jahren trat Kari Tapio in seinem späteren Wohnort Pieksämäki mit den örtlichen Musikgruppen „ER-Quartet“ und „Jami & the Noisemakers“ auf, 1966 begann er, bei Ture Ara Gesangsunterricht zu nehmen.
Nach seiner ersten Single „Tuuli kääntyköön“ / „Niskavuoren nuorimmainen“ (1972) trat Kari Tapio in Ilkka „Danny“ Lipsanens Show auf, wo er zunächst nur auf eine in der Show verwendete Schlange aufpasste. Hauptberuflich arbeitete er als Schriftsetzer in einer Druckerei.
Im Jahr 1976 hatte Kari Tapio endlich seinen Durchbruch mit der Single „Laula kanssain“ („Sing mit mir“), es folgten „Viisitoista kesää“ („Fünfzehn Sommer“) und „Kaipuu“ („Verlangen“). In den folgenden Jahren waren „Olen Suomalainen“ („Ich bin Finne“), ein Cover des Hits L'Italiano von Toto Cutugno, „Myrskyn jälkeen“ („Nach dem Sturm“), „En pyydä paljon“ („Ich erwarte nicht viel“) und zuletzt „Paalupaikka“ („Erster Platz“) seine erfolgreichsten Lieder.
1999 erhielt er erstmals eine Emma, das finnische Äquivalent des Grammy, als bester männlicher Künstler und wurde im selben Jahr auch mit der Ehren-Emma ausgezeichnet. 2003 wurde er mit dem Iskelmä-Finlandia-Preis gewürdigt. 2004 erhielt er für das Album Toiset on luotuja kulkemaan eine weitere Emma für das beste Album des Jahres und 2005 folgte eine weitere Auszeichnung als bester männlicher Künstler.
Viele von Kari Tapios Liedern sind von Country-Musik beeinflusst. So hat er auch finnische Versionen einiger Lieder von Johnny Cash, Waylon Jennings und Kris Kristofferson geschrieben.
Kari Tapio war einer der Kandidaten beim finnischen Vorentscheid zum Eurovision Song Contest 2008, wo er mit dem Lied „Valaise yö“ auftrat. Er erreichte jedoch nur den zweiten Platz hinter der Gruppe Teräsbetoni, die dann für Finnland beim Eurovision Song Contest 2008 in Belgrad angetreten ist.
Tapio nahm am Abend des 6. Dezembers 2010 am traditionellen Empfang im Präsidentenpalais anlässlich des finnischen Nationalfeiertages teil. Erst am Abend des 7. Dezembers machte er sich in einem Taxi auf den Heimweg und verstarb gegen 18.30 Uhr während der Fahrt an einem Herzinfarkt.

## Diskografie

### Alben
| Jahr | Titel                                        | Höchstplatzierung, Gesamtwochen, AuszeichnungChartsChartplatzierungen (Jahr, Titel, Platzierungen, Wochen, Auszeichnungen, Anmerkungen) | Anmerkungen                              |
| Jahr | Titel                                        | FI | Anmerkungen                              |
| ---- | -------------------------------------------- | --- | ---------------------------------------- |
| 1996 | Myrskyn jälkeen                              | FI23 ×2Doppelplatin · (11 Wo.)FI |                                          |
| 1997 | Meren kuisketta                              | FI9 Platin · (8 Wo.)FI |                                          |
| 1998 | Sinut tulen aina muistamaan                  | FI7 Gold · (5 Wo.)FI |                                          |
| 1999 | Valoon päin                                  | FI5 Gold · (9 Wo.)FI |                                          |
| 1999 | Kaikki parhaat                               | FI2 Platin · (30 Wo.)FI |                                          |
| 2000 | Bella Capri                                  | FI6 (9 Wo.)FI |                                          |
| 2001 | Konserttilavalla                             | FI30 Gold · (3 Wo.)FI |                                          |
| 2001 | Joulun Tarina                                | FI21 Gold · (8 Wo.)FI | Charteinstieg: 2021                      |
| 2002 | Kaikkien aikojen parhaat – 40 klassikkoa     | FI17 Platin · (14 Wo.)FI |                                          |
| 2003 | Juna kulkee                                  | FI4 Platin · (15 Wo.)FI |                                          |
| 2004 | Toiset on luotuja kulkemaan                  | FI5 Platin · (11 Wo.)FI |                                          |
| 2005 | Paalupaikka                                  | FI5 Platin · (9 Wo.)FI |                                          |
| 2006 | Lauluja rakkaudesta                          | FI13 (10 Wo.)FI |                                          |
| 2007 | Kuin taivaisiin                              | FI1 Platin · (21 Wo.)FI |                                          |
| 2008 | Kaksi maailmaa                               | FI2 Gold · (12 Wo.)FI |                                          |
| 2008 | Kaikkien aikojen parhaat vol. 2              | FI6 Gold · (26 Wo.)FI |                                          |
| 2009 | Viimeiseen pisaraan                          | FI3 (10 Wo.)FI | Erstveröffentlichung: 25. März 2009      |
| 2010 | Vieras paratiisissa                          | FI1 (24 Wo.)FI | Erstveröffentlichung: 5. Mai 2010        |
| 2010 | Sinivalkoinen ääni                           | FI26 (2 Wo.)FI |                                          |
| 2011 | Laulaja 1945–2010                            | FI1 ×2Doppelplatin · (53 Wo.)FI | Erstveröffentlichung: 26. Januar 2011    |
| 2011 | Valaise yö – Lauluja elämää suuremmasta      | FI17 (13 Wo.)FI |                                          |
| 2011 | Olen suomalainen – 44 Huippuhetkeä 1972–1992 | FI13 (8 Wo.)FI |                                          |
| 2013 | Sinivalkoinen ääni                           | FI27 (7 Wo.)FI |                                          |
| 2013 | Sinivalkoinen ääni – Muistokonserttipainos   | FI47 (1 Wo.)FI |                                          |
| 2015 | Sydämeni lyö                                 | FI3 (15 Wo.)FI | Erstveröffentlichung: 18. September 2015 |

Weitere Alben
- Aikapommi (1974) (mit Erkki Liikanen)
- Nostalgiaa (1976)
- Klabbi (1976)
- Kaipuu (1977)
- Kari Tapio (1979)
- Jää vierellein (1981)
- Olen suomalainen (1983, FI: Gold)
- Ovi elämään (1984)
- Osa minusta (1986)
- Elämän viulut (1987)
- Tää kaipuu (1988)
- Aikaan täysikuun (1990)
- Yön tuuli vain (1992)
- Sinitaikaa (1993, FI: Gold)
- Laulaja (1994, FI: Gold)
- Joulun tarina (2001)

Kompilationen
- 28 suosituinta levytystä (1987)
- Toivotut (1992)
- Viisitoista kesää (1995)
- 20 suosikkia – Olen suomalainen (1995)
- 20 suosikkia – Luoksesi Tukholmaan (1997, FI: Gold)
- Parhaat (1997, FI: Platin)
- 20 suosikkia – Kulkurin kyyneleet (2001)
- 20 suosikkia – Sanoit liian paljon (2001)
- Nostalgia (2005)
- Lauluja rakkaudesta (2006)